# Приходько, Виктор Андреевич
Виктор Андреевич Приходько — кандидат экономических наук, народный депутат Украины (1990 – 1994).

## Биография
Родился 5 мая 1944 года (село Бакаевка, Ичнянский район, Черниговская область) в крестьянской семье.
Учился в Львовском учетно-кредитном техникуме (1961-1963),  окончил Киевский институт народного хозяйства по специальности «экономика».
Народный депутат Украины 1-го созыва с марта 1990 года до апреля 1994 года от Черниговской области. Председатель подкомитета по вопросам бюджета Комиссии по вопросам планирования, бюджета, финансов и цен. Состоял в депутатской группе «Рада» 
- С 1963 — кредитный инспектор отделения Госбанка Бобровицкого района.
- С 1965 — старший кредитный инспектор Сребнянского отделения Госбанка Черниговской области.
- С 1969 — руководитель Лосиновского отделения Госбанка СССР (Нежинский район).
- С 1974 — руководитель Носовского отделения Госбанка СССР.
- С 1977 — председатель колхоза «Коммунист», село Ровчак-Степановка Носовского района.
- С 1985 — секретарь, второй секретарь Носовского райкома КПУ.
- С февраля 1987 — председатель Носовского райисполкома.
- С апреля 1990 — председатель Носовской райсовета, с 1991 — председатель исполкома райсовета.

Женат.  Имеет дочь и сына. 

## Награды
Орден «Знак Почета»